# Palaeomerycidae
A Palaeomerycidae az emlősök (Mammalia) osztályába és a párosujjú patások (Artiodactyla) rendjébe tartozó fosszilis család.

## Tudnivalók
A Palaeomerycidae nevű párosujjú patáscsalád különböző tagjai Európában, Ázsiában, Afrikában, valamint Észak- és Dél-Amerikában éltek, körülbelül 33-4,9 millió évvel ezelőtt, azaz a késő eocén és a kora pliocén korszakok között; persze Dél-Amerikába csak a pliocén kor idején jutottak el, amikor is a két amerikai kontinens összeért és elkezdődött a nagy amerikai faunacsere - bár ezt az utóbbi feltételezést megcáfolja egy a 2014-es évben felfedezett késő miocén korszaki Amazonas-medencében talált kövület.
Egyesek szerint ebből a családból kerültek elő a szarvasfélék (Cervidae) és a pézsmaszarvasfélék (Moschidae) ősei, viszont szorosabb rokonságot mutatnak a villásszarvúantilop-félékkel (Antilocapridae) és a zsiráffélékkel (Giraffidae).
Ennek a párosujjú patáscsaládnak az első tagja, „prototípusa” az Amphitragulus volt, amely Spanyolországtól egészen Kazahsztánig fordult elő; a késő eocén és a középső miocén korszakok között (33-15,97 millió év). Észak-Amerikában a legelső képviselőjük a Barbouromeryx volt, amely a késő oligocén vagy a kora miocén korszakban, azaz 23,03 millió éve érkezett a kontinensre; míg e család utolsó tagja ezen a kontinensen a Cranioceras, amely csak 5,3 millió éve, a kora pliocénben halt ki.
A legnagyobb Palaeomerycidae-fajok elérhették a 350-500 kilogrammot is. Habár a zsiráffélékkel állnak közelebbi rokonságban, a lábfelépítésük a tülkösszarvúakéra (Bovidae) hasonlít. A fogazatuk alapján, lápos erdők vagy mocsaras területeken élhettek. Amint a zsiráfoknak és a villásszarvúantilopok ősibb alakjainak, a Palaeomerycidae-fajoknak is csontos kinövések, azaz „állszarvak” voltak a szemeik fölött; továbbá e család (de nem mindegyik fajé) legfőbb jellemzője a koponya hátsó részén levő harmadik „szarv”, amely gyakran Y vagy T alakú volt.

## Rendszerezés
A családba az alábbi 2-3 alcsalád, 3 nemzetség és 20-24 nem tartozik:
- Incertae sedis (az alábbi nemek nincsenek alcsaládokba foglalva):
  - Amphitragulus Pomel, 1847 - késő eocén-középső miocén; Spanyolországtól Kazahsztánig; a legősibb Palaeomerycidae[4][9]
  - Tauromeryx - meglehet, hogy azonos az Ampelomeryx-szal

- Dromomerycinae
  - Asiagenes - az alcsaládján belül nincs nemzetségbe foglalva
  - Aletomerycini
    - Sinclairomeryx
    - Aletomeryx Lull, 1920 - kora miocén; Észak-Amerika[10][11][12]
    - Surameryx Prothero et al., 2014 - középső-késő miocén; Dél-Amerika[13][14]
    - Diabolocornis - kora miocén; Florida, USA[15]

  - Dromomerycini
    - Drepanomeryx
    - Rakomeryx
    - Dromomeryx Douglass, 1909 - miocén; Észak-Amerika[16]
    - Subdromomeryx Scott, 1894 - miocén; Észak-Amerika

  - Cranioceratini
    - Barbouromeryx
    - Bouromeryx
    - Procranioceras Frick, 1937 - középső miocén; Észak-Amerika[17]
    - Cranioceras Matthew, 1918 - középső miocén-kora pliocén; USA
    - Pediomeryx Stirton, 1936 - késő miocén; Észak-Amerika[18]
    - Yumaceras Frick, 1937 - középső-késő miocén; Észak-Amerika[12][19][20][21]

- Palaeomerycinae
  - Ampelomeryx Duranthon et al., 1995 - miocén; Eurázsia, Afrika[22]
  - Palaeomeryx von Meyer, 1834 - típusnem; középső-késő miocén; Eurázsia[2][12][23]
  - Triceromeryx Villalta Commela, 1946 - középső miocén; Európa[24]
  - Xenokeryx Sánchez et al, 2015 - középső miocén; Európa[25]

A fenti két hivatalos alcsalád mellett, egyes kutatók még egy harmadikat is javasolnak, az úgynevezett Lagomerycinae-t; ebbe pedig a következő 3 nemet helyeznék: Lagomeryx Roger, 1904 (miocén; Eurázsia), Ligeromeryx és Stephanocemas (ez utóbbit korábban igazi szarvasfélének tekintették).

### Fordítás
- Ez a szócikk részben vagy egészben  a   Palaeomerycidae című angol Wikipédia-szócikk ezen változatának fordításán alapul.  Az eredeti cikk szerkesztőit annak laptörténete sorolja fel. Ez a jelzés csupán a megfogalmazás eredetét és a szerzői jogokat jelzi, nem szolgál a cikkben szereplő információk forrásmegjelöléseként.